# Dominik Umlauf
Dominik Umlauf (27. srpna 1791 Mlýnice (Červená Voda) – 14. března 1872 Kyšperk) byl český řezbář malíř, otec malíře Ignáce Umlaufa.

## Život
Dominik Umlauf byl syn Kryštofa Umlaufa, majitele statku v Mlýnici a jeho manželky Juliany, rozené Schäfferové. Byl desáté dítě z jedenácti (čtyři děti zemřely předčasně, před jeho narozením). Údajně se vyučil houslařem.

Když bylo Dominiku Umlaufovi 17 let, přepsal na něj otec statek. Po roce 1832 se přestěhoval do Kyšperka (dnes Letohrad), kde dožil. Pohřben byl v rodinné hrobce na zdejším hřbitově.

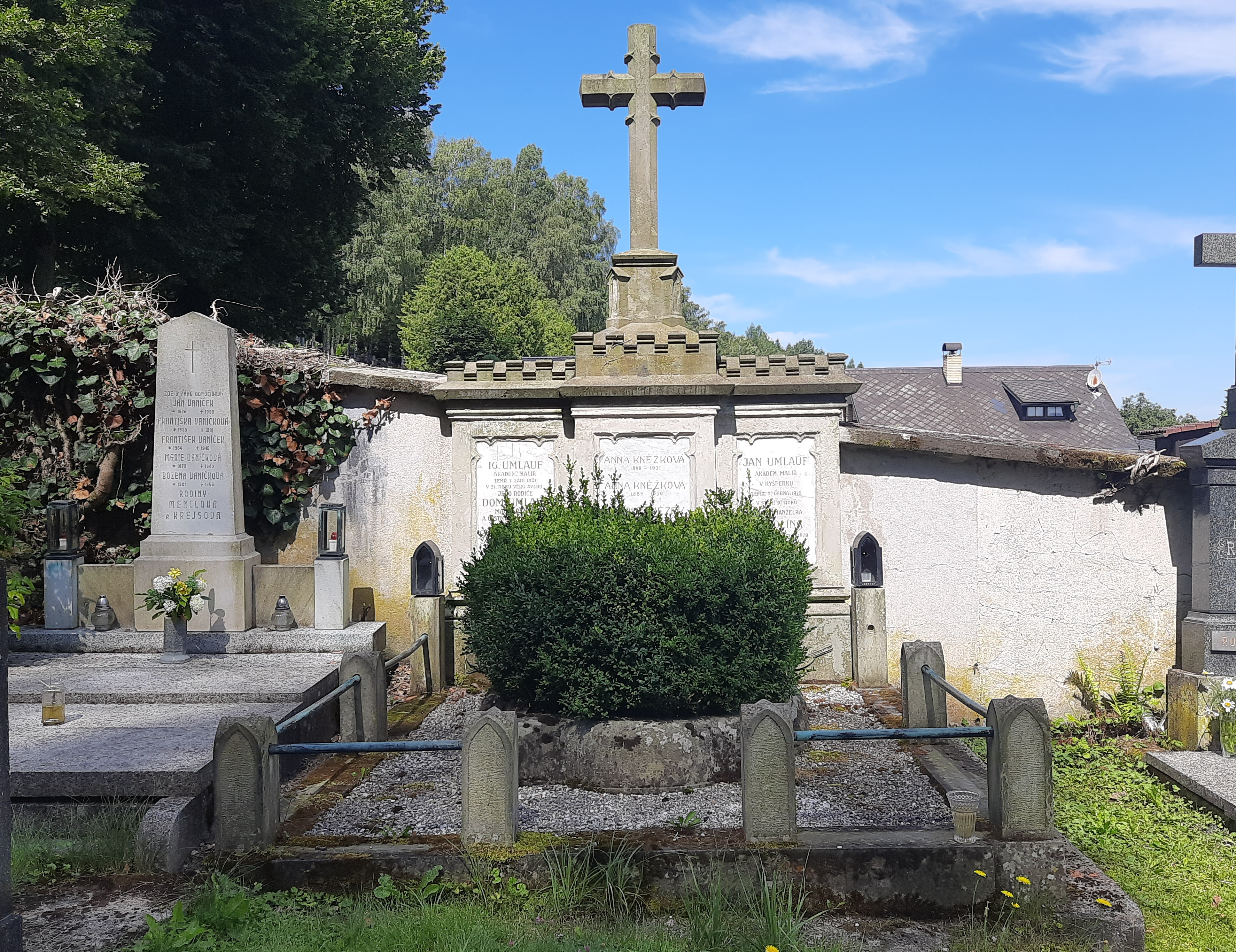
Hrobka rodiny Umlaufovy na hřbitově v Letohradě

### Rodinný život
Roku 1820 se oženil s Johanou Kubíčkovou z Mlýnice, se kterou měl v letech 1821–1832 sedm dětí. Jeho synové Ignác Umlauf a Jan Umlauf byli též malíři.

## Dílo
Působil jako malíř a řezbář v Mlýnici a okolí, zejména v Kyšperku. Literatura uvádí např. sousoší Ukřizovaného v kostele sv. Vavřince v Potštejně z poloviny 19. století sochu Krista v hrobě pod oltářem kostela v Kyšperku (Letohradu) a malby v ambitu tamtéž či řezby na kazatelně v Mlýnském Dvoře.